# منتخب أوغندا لكرة السلة للسيدات
منتخب أوغندا لكرة السلة للسيدات (بالإنجليزية: Uganda women's national basketball team) هو ممثل أوغندا الرسمي في المنافسات الدولية في كرة السلة للسيدات.